# مریم‌گلی مقدونی
مریم‌گلی مقدونی (نام علمی: Salvia jurisicii) نام یک گونه از سرده مریم‌گلی است.